# Котова, Изабелла Борисовна
Изабелла Борисовна Котова (25 мая 1939 года — 9 июля 2021 года) — российский учёный-педагог, член-корреспондент РАО (1996).

## Биография
Родилась 25 мая 1939 года.
В 1961 году — окончила Ростовский-на-Дону государственный педагогический институт, в 1972 году — аспирантуру в Московского государственного педагогического института.
С 1961 по 1965 годы — преподаватель кафедры дошкольной педагогики и психологии Кемеровского государственного педагогического института.
В 1973 году защитила кандидатскую диссертацию, тема: «Психологические и психофизиологические исследования С. В. Кравкова».
В 1994 году защитила докторскую диссертацию, тема: «Идея личности в российской психологии».
С 1965 года работала на кафедре психологии Ростовского-на-Дону государственного педагогического института, пройдя путь от старшего преподавателя, до заведующей (1989—1991 гг. и с 1994 г.), старшего научного сотрудника.
С 1993 по 2000 годы — член диссертационного совета при РГПУ.
С 1996 по 2000 годы — заместитель председателя диссертационного совета при Ставропольском государственном техническом университете.
С 1998 года — член диссертационного совета при Ростовском государственном университете.
С 2000 года — заместитель председателя диссертационного совета при Северо-Кавказском государственном техническом университете.
Заведовала кафедрой Южного университета (Института управления, бизнеса и права г. Ростова-на-Дону).
В 1996 году — избрана членом-корреспондентом РАО от Отделения психологии и возрастной физиологии.
Была профессором кафедры психологии личности и профессиональной деятельности Пятигорского государственного университета.
Скончалась 9 июля 2021 года.

## Научная деятельность
Сфера научных интересов: преподавание педагогики и психологии в высшей школе, история психологии, психология образования, психология личности, психология ресторанного бизнеса, психология личностного ресурса человека в профессиональной деятельности.
Участник реализации научных программ: «Личностно-развивающие образовательные системы Южно-Российского региона» (совместно с А. А. Грековым); «Психолого-педагогические и медико-физиологические основы работы с детьми-мигрантами»; разработка теории и практики личностно-развивающего образования (совместно с Е. В. Бондаревской, А. А. Грековым, профессором Е. Н. Шияновым, член-корреспондентом РАО В. В. Сериковым и др.); руководитель научных подпрограмм «Психология развивающейся личности», «Развитие психического ресурса личности в образовании» (начиная с 1994 года).
Автор более 300 работ.
- Идея гуманизации образования в контексте отечественных теорий личности (в соавт.)
- Психология как учебный предмет российских университетов
- Ректор вуза как субъект управленческого труда (в соавт.)
- Этногенез алкогольной зависимости и резистентности (в соавт.)
- Личность в субъектном измерении
- Психология ресторанного сервиса и бизнеса
- Психология частной жизни (в соавт.)
- Психология личности в России. Столетие развития
- Введение в педагогику (в соавт.)
- Педагогика: учебник (в соавт.)
- Педагогика: педагогические теории, системы, технологии (в соавт.)
- Развитие личности в обучении
- Педагогическая антропология в процессе обретения дисциплинарного статуса (в соавт.)

## Награды
- Заслуженный работник высшей школы Российской Федерации
- Заслуженный деятель науки Республики Ингушетия